# Редтенбахер, Людвиг
Людвиг Редтенбахер (нем. Ludwig Redtenbacher, 1814—1876) — австрийский энтомолог.

## Биография
Изучал медицину и естественные науки в Венском университете, собирая при этом коллекцию австрийских жесткокрылых. В 1843 г. защитил докторскую диссертацию на тему «Tentamen dispositionis generum et specierum coleopterorum Austriae».
Во время своей медицинской практики продолжал заниматься энтомологией и работал приватно в Императорском зоологическом кабинете, написал энтомологическую часть в Руссеггеровском описании путешествия по Европе, Азии и Африке. В 1845 г. обнародовал обработку рода Alexia и «Fauna austriaca, die Käfer nach der analyt. Methode bearbe itet», выдержавшую впоследствии ещё два издания.
В 1849 году совместно с Fenzl и Heckel выпустил «Abbildung u. Beschreib. neuer u. seltener Thieer u. Pflanzen in Syrien u. d. westl. Taunus von Kotschy gesammelt». В 1851 году был приглашен профессором зоологии в Пражский университет, в 1852 г. вернулся в Вену на должность хранителя зоологического музея. По смерти Коллара стал директором того же музея. Его коллекции находятся в Венском музее.
Австрийский химик и ботаник Йозеф Редтенбахер (1810—1870) — родной брат Людвига Редтенбахера.